# Consiglio Superiore degli Ulema (Marocco)
Il Consiglio Superiore degli Ulema è un'istituzione del Marocco creata nel 1981 avente per scopo sostenere la politica religiosa musulmana del Marocco.
Nel 2009, il re Mohammed VI si è rivolto al consiglio in questi termini: « Ci attendiamo da loro che, con l'aiuto e il sostegno di Dio, e con le scontate efficienza e la costanza, possano condurre a buon fine la missione che abbiamo loro affidato in materia di predicazione, sensibilizzazione e orientamento».

## Quadro giuridico
Creato nel 1981, il Consiglio degli Ulema non si è mai riunito prima degli anni 2000. Nel maggio 2004, la sua composizione è stata modificata con la nomina di una donna e di membri che non sono esclusivamente presidenti dei consigli locali degli ulema.
Il Consiglio Superiore degli Ulema apparve per la prima volta nella Costituzione con l'articolo 41 della Costituzione marocchina del 2011. Presieduto dal re del Marocco, esso ha il monopolio delle  « consultazioni religiose (fatwe) che devono essere ufficialmente accreditate ».

## Pronunciamenti
- nell'aprile 2012, in risposta a una domanda del Ministero degli Ḥabūs, il Consiglio superiore degli ulema redasse una Fatwā secondo cui, in linea con la tradizione, il musulmano che commette apostasia merita la pena di morte[5]; la fatwa fu poi pubblicata nel 2013 in una raccolta[6][7] e ripresa dal quotidiano Akhbar Al Youm  nell'aprile 2013, suscitando una discussione;
- nel novembre 2015, a seguito degli attentati di Parigi di matrice islamista, il Concilio ha pubblicato una fatwa chiarendo il significato di Jihād, indicando che il ricorso alla violenza è da considerarsi l'ultima ratio e deve comunque essere stabilito dall'autorità competente, altrimenti equivale a terrorismo[8];
- nel febbraio 2017, nella fatwa intitolata la via degli eruditi, il Consiglio ha ribaltato la precedente sentenza che prescriveva l'uccisione dell'apostata, ritenendo che l'hadith della sunna su cui essa si basava andava contestualizzato e riferito all'alto tradimento e non esteso alla decisione di cambiare religione[9][10].

## Storia
Gli ulema hanno storicamente avuto un ruolo politico significativo in Marocco, anche se non erano mai stati organizzati in un corpo amministrativo.
Nel corso degli anni il ruolo degli ulema quale contro-potere si è ridotto sempre più. Il consiglio degli ulema è una conseguenza del ruolo da essi assunto.
Esso si ispira ad analoghe istituzioni già esistenti in altri Paesi dell'Africa francofona, come l'Alto Consiglio Islamico d'Algeria e quello della Mauritania, il Consiglio degli ulema della Repubblica delle Comore, eccetera..